# Pontobdellina macrothela
Pontobdellina macrothela is een ringworm uit de familie van de Piscicolidae. De wetenschappelijke naam van de soort is voor het eerst geldig gepubliceerd in 1861 door Schmarda.